# Folies Bergère
Folies Bergère (wym. fɔ.li bɛʁ.ʒɛʁ; pierwotnie: Folies Trévise) – paryska music-hall (sala koncertowa), której szczytowa sława oraz popularność przypadła na lata 90. XIX wieku oraz lata 20. XX wieku. Jednak do dziś Folies Bergère pozostaje jedną z najsławniejszych sal koncertowych w Paryżu.

## Historia

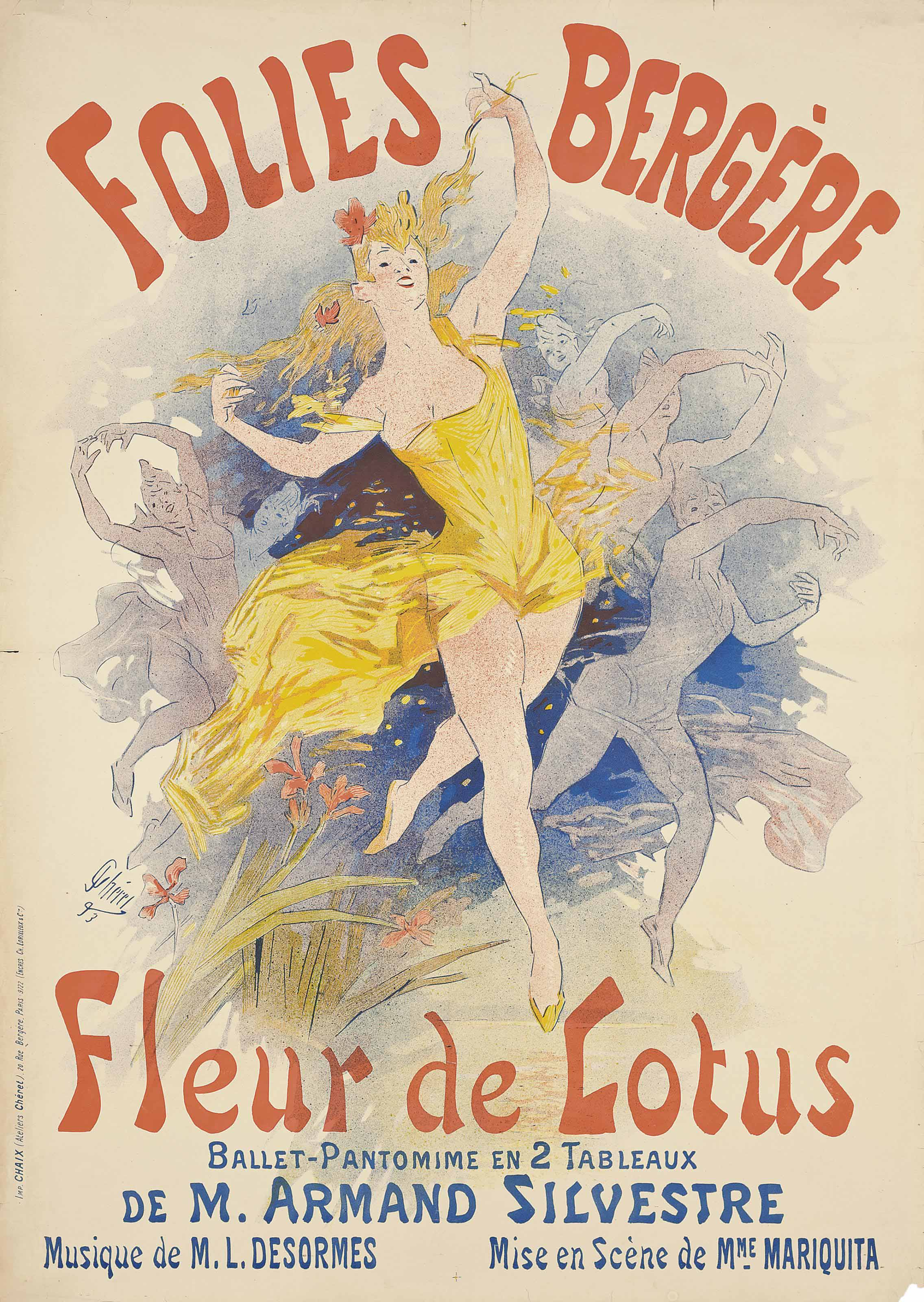
Plakat z Folies Bergère

Folies Bergère jest zlokalizowana przy ulicy rue Richer pod numerem 32, ulicy leżącej w 9. dzielnicy.
Sala koncertowa została oficjalnie otwarta 2 maja 1869 roku jako Folies Trévise. W pierwszych latach istnienia na jej deskach były wystawiane operetki, pokazy komiczne oraz sztuki gimnastyczne.
Nazwa sali koncertowej wzięła się od słowa folies, co oznacza „szaleństwa”, natomiast trévise jest to jedna z ulic (rue Trevise) położonych niedaleko ulicy rue Richer. Ze względu na to, że ówczesna nazwa sali kojarzyła się głównie z erotycznymi występami, władze sali koncertowej postanowiły zmienić jej nazwę na Folies Bergère, pod którą sala nadal funkcjonuje. Oficjalna nazwa Folies Bergère została przyjęta 13 września 1872 roku i wzięła swoją nazwę od kolejnej ulicy, rue Bergère położonej w pobliżu sali (bergère oznacza „pasterka” lub „siedziba”).
Folies Bergère było motywem obrazu Édouarda Maneta Bar w Folies-Bergère, który został wykonany w latach 1881–1882.
Sala szybko zyskała sławę dzięki wystawianym tam przedstawieniom muzycznym, w których często kobiety pokazywały się w skąpych kostiumach. Folies Bergère było także znanym miejscem występów „egzotycznych piękności” pochodzących głównie z Afryki.

## Znane postacie występujące na Folies Bergère
- lata 90. XIX w.: Loie Fuller (pionierka tańca modernistycznego)
- lata 20. XX w.: Josephine Baker rozpoczęła karierę z Folies Bergère
- z Folies Bergère związani byli także m.in. Maurice Chevalier oraz komik Cantinflas